# Pol Braekman
Pour les articles homonymes, voir Braekman.
Hippolyte Braekman dit Pol Braekman (né le 22 novembre 1919 à Anderlecht et mort le 15 novembre 1994) est un athlète belge, spécialiste du 110 mètres haies. 

## Biographie
Il remporte la médaille d'argent du 110 mètres haies lors des Championnats d'Europe 1946, à Oslo, s'inclinant devant le Suédois Håkan Lidman.
Sur le plan national, il remporte quinze titres de champion de Belgique de 1938 à 1951, dont treize sur 110 m haies.

## Palmarès

### International
| Date | Compétition           | Lieu | Résultat | Épreuve     | Performance |
| ---- | --------------------- | ---- | -------- | ----------- | ----------- |
| 1946 | Championnats d'Europe | Oslo | 2e       | 110 m haies | 14 s 9      |

### National
- Championnats de Belgique d'athlétisme :
  - 110 mètres haies : vainqueur en 1938, 1939, 1940, 1941, 1942, 1943, 1944, 1945, 1946, 1947, 1948, 1950, 1951 (13 titres)
  - 100 mètres : vainqueur en 1946
  - 200 mètres : vainqueur en 1945

## Records
| Épreuve     | Performance | Lieu  | Date            |
| ----------- | ----------- | ----- | --------------- |
| 110 m haies | 14 s 5      | Berne | 22 juillet 1945 |